# Élection présidentielle géorgienne de 2000
L'élection présidentielle géorgienne de 2000 a eu lieu le 9 avril 2000. Edouard Chevardnadze est réélu avec 82 % des voix pour un second mandat mais ne conserve le pouvoir que jusqu'au 24 novembre 2003, date de sa démission à la suite de la révolution des Roses.

## Contexte
À la fin des années 1990, la Géorgie traverse une période difficile de transition post-soviétique marquée par des défis économiques importants. Après son indépendance déclarée en 1991, le pays avait connu des années de turbulence politique, y compris le renversement de son premier président élu, Zviad Gamsakhourdia, qui avait dû fuir en 1992 à la suite d'une révolte. Cela a ouvert la voie au retour de Edouard Chevardnadze, ancien ministre des Affaires étrangères de l’Union Soviétique, pour diriger la Géorgie. De plus que Gamsakhourdia meurt dans des circonstances étranges en 1994. Chevardnadze est finalement élu président en 1995 après avoir consolidé le pouvoir et tenté de stabiliser la situation politique et économique du pays.
Les élections législatives d'octobre 1999 ont été un prélude important à l'élection présidentielle de 2000. Lors de ces élections, l’Union des Citoyens de Géorgie (UCG) de Chevardnadze a remporté la majorité des sièges, consolidant ainsi son contrôle sur le Parlement. Bien que le parti ait obtenu environ 42 % des votes, des allégations de fraude et d'irrégularités ont entaché les résultats, soulevant des inquiétudes quant à l'équité du processus électoral. L'OSCE a donné une approbation conditionnelle à ces élections tout en soulignant des problèmes tels que la transparence et l'équité du dépouillement.
L'approche de l'élection présidentielle de 2000 s'est faite dans un climat de mécontentement croissant envers la gouvernance de Chevardnadze. Des accusations de corruption et de mauvaise gestion économique ont affaibli la confiance de la population, tandis que la résolution des conflits territoriaux non résolus, notamment en Abkhazie et en Ossétie du Sud-Alanie, pesait toujours sur la stabilité du pays. L’Ossétie du Sud avait notamment déclarée son indépendance en 1992 ainsi que l’Abkhazie. Les mouvements d'oppositions, bien qu'éparpillés, critiquaient la lenteur des réformes et l'absence d'améliorations concrètes des conditions de vie.
Le climat tendu et la dominance de l’UCG ont également favorisé les perceptions de contrôle accru par le parti au pouvoir. Ces éléments ont façonné un contexte où Chevardnadze, bien que prévisible vainqueur, devait encore gérer une opposition croissante et des doutes sur la légitimité du processus électoral.

## Déroulement des élections

### Les candidats

#### Edouard Chevardnadze
L'élection a vu la présence de plusieurs candidats, dont l'un des principaux favoris était le président sortant, Edouard Chevardnadze. Dirigeant la Géorgie depuis le début des années 1992 après la période post-soviétique, Chevardnadze jouissait d'une position avantageuse grâce à son influence sur les institutions étatiques. Il représente l’Union des Citoyens de Géorgie le parti majoritaire.

#### Opposants
Parmi les opposants notables figure Jumber Patiashvili, ancien Secrétaire du Parti Communiste Géorgien et chef de l'opposition parlementaire. Il critiquait ouvertement la corruption et les dysfonctionnements du gouvernement. Aslan Abachidze, chef de la région autonome d’Adjarie et figure influente, avait initialement été perçu comme un possible concurrent sérieux, mais ses ambitions nationales étaient limitées par son rôle régional et sa distance des centres de pouvoir géorgiens.

### Résultats
| Inscrits                 | Inscrits                 | Inscrits                             | 3 088 925 |             |  |  |
| Abstentions              | Abstentions              | Abstentions                          | 745 749   | 24,14 %     |  |  |
| Votants                  | Votants                  | Votants                              | 2 343 176 | 75,86 %     |  |  |
|                          |                          |                                      |           |             |  |  |
| Bulletins enregistrés    | Bulletins enregistrés    | Bulletins enregistrés                | 2 343 176 |             |  |  |
| Bulletins blancs ou nuls | Bulletins blancs ou nuls | Bulletins blancs ou nuls             | 0         | 0 %         |  |  |
| Suffrages exprimés       | Suffrages exprimés       | Suffrages exprimés                   | 2 343 176 | 100 %       |  |  |
|                          |                          |                                      |           |             |  |  |
|                          | Candidat                 | Parti                                | Suffrages | Pourcentage |  |  |
|                          | Edouard Chevardnadze     | Union des Citoyens Géorgiens         | 1 870 311 | 79,82 %     |  |  |
|                          | Jumper Patiashvili       | Indépendant                          | 390 486   | 16,66 %     |  |  |
|                          | Kartlos Gharibashvili    | Indépendant                          | 7 863     | 0,34 %      |  |  |
|                          | Avtandil Jogildze        | Union Nationale de l’Etat de Géorgie | 5 942     | 0,25 %      |  |  |
|                          | Vazha Zhghenti           | Parti Progressiste de Géorgie        | 3 363     | 0,14 %      |  |  |
|                          | Tengiz Asanidze          | Indépendant                          | 2 793     | 0,12 %      |  |  |
|                          | Bulletin nul             | /                                    | 62 418    | 2,66 %      |  |  |

Lors de l'élection du 9 avril, Edouard Chevardnadze a remporté la victoire avec environ 80 % des suffrages exprimés, consolidant ainsi sa position de leader du pays pour un second mandat. Cependant, ces résultats ont été vivement contestés par l'opposition et des observateurs internationaux. Les missions d'observation, notamment celles de l'OSCE, ont souligné des irrégularités significatives, telles que des biais dans l'administration électorale et des pratiques électorales douteuses qui ont favorisé le président sortant,.
L'opposition a critiqué la validité du processus et a dénoncé des fraudes électorales, des intimidations et un contrôle partiel des médias par le gouvernement, ce qui a contribué à une campagne déséquilibrée. Malgré ces allégations, la victoire de Chevardnadze a été officiellement reconnue, renforçant sa mainmise sur le pouvoir mais aussi alimentant le mécontentement populaire et les critiques envers la transparence de la démocratie géorgienne.